# Fouchères, Aube
Fouchères är en kommun i departementet Aube i regionen Grand Est (tidigare regionen Champagne-Ardenne) i nordöstra Frankrike. Kommunen ligger  i kantonen Bar-sur-Seine som ligger i arrondissementet Troyes. År 2022 hade Fouchères 507 invånare.

## Befolkningsutveckling
Antalet invånare i kommunen Fouchères
Referens: INSEE